# دوري الدرجة الأولى السعودي 1992–93
دوري الدرجة الأولى السعودي 1992-1993، هو النسخة رقم 24 في تاريخ دوري الدرجة الأولى السعودي، تأهل نادي النهضة ونادي أحد إلى دوري المحترفين السعودي بعد حصولهما 25 نُقطة 22 نقطة على الترتيب، وهبطا نادي الأخدود ونادي العيون بعد حصول نادي الأخدود على 15 نُقطة، فيما حصل نادي العيون على 13 نقاط إلى دوري الدرجة الثانية السعودي.

## الأندية المشاركة
| النادي        | الموقع          | الملعب                                   |
| ------------- | --------------- | ---------------------------------------- |
| نادي النهضة   |                 | ملعب الأمير محمد بن فهد                  |
| نادي أحد      | المدينة المنورة | ملعب الأمير محمد بن عبد العزيز           |
| نادي الروضة   | منطقة الأحساء   | ملعب الأحساء                             |
| النادي العربي | محافظة عنيزة    | ملعب إدارة التعليم                       |
| نادي التعاون  | بريدة           | مدينة الملك عبد الله الرياضية            |
| نادي الشعلة   | مدينة السيح     | ملعب نادي الشعلة - الخرج                 |
| نادي هجر      |                 |                                          |
| نادي الأنصار  |                 | مدينة الأمير محمد بن عبد العزيز الرياضية |
| نادي الأخدود  | مدينة نجران     | ملعب نادي الأخدود                        |
| نادي العيون   | مدينة العيون    | ملعب مدينة العيون                        |

## إحصائيات الدوري
| #     | النادي        | المباريات | المباريات | المباريات | المباريات | الأهداف | الأهداف | الأهداف | نقاط | التأهل أو الهبوط                    |
| #     | النادي        | لعب       | فاز       | تعادل     | خسر       | له      | عليه    | فرق +/- | نقاط | التأهل أو الهبوط                    |
| ----- | ------------- | --------- | --------- | --------- | --------- | ------- | ------- | ------- | ---- | ----------------------------------- |
| ⏫ 1  | نادي النهضة   | 18        | 10        | 5         | 3         | 27      | 17      | 8+      | 25   | تأهل إلى الدوري السعودي الممتاز     |
| ⏫ 2  | نادي أحد      | 18        | 6         | 10        | 2         | 29      | 19      | 10+     | 22   | تأهل إلى الدوري السعودي الممتاز     |
| 3     | نادي الروضة   | 18        | 8         | 5         | 5         | 19      | 12      | 6+      | 21   |                                     |
| 4     | النادي العربي | 18        | 6         | 8         | 4         | 29      | 21      | 8+      | 20   |                                     |
| 5     | نادي التعاون  | 18        | 7         | 2         | 9         | 18      | 16      | 2+      | 16   |                                     |
| 6     | نادي الشعلة   | 18        | 4         | 8         | 6         | 20      | 22      | 2-      | 16   |                                     |
| 7     | نادي هجر      | 18        | 5         | 6         | 7         | 19      | 23      | 4-      | 16   |                                     |
| 8     | نادي الأنصار  | 18        | 5         | 6         | 7         | 12      | 21      | 9-      | 16   |                                     |
| ⏬ 9  | نادي الأخدود  | 18        | 5         | 5         | 8         | 18      | 19      | 1-      | 15   | هبط إلى دوري الدرجة الثانية السعودي |
| ⏬ 10 | نادي العيون   | 18        | 5         | 3         | 10        | 16      | 34      | 18-     | 13   | هبط إلى دوري الدرجة الثانية السعودي |